# 34235 Ellafeiner
34235 Ellafeiner este o planetă minoră (asteroid), cu un diametru de 3,659 km, din centura de asteroizi. A fost descoperită pe 28 august 2000 la Experimental Test Site⁠(d) de Lincoln Near-Earth Asteroid Research. 
Obiectul prezintă o orbită caracterizată de o semiaxă mare de 2,3876547 UAi, o excentricitate de 0,15, o înclinație de 2,91325 ° în raport cu ecliptica.